# 화도도서관
화도도서관은 경기도 남양주시 화도읍 창현리 소재의 도서관이다.

## 연혁
- 2001.11.05 착공
- 2003.04.24 준공
- 2003.09.25 화도도서관 개관

## 시설현황
- 7층 매점, 휴게실
- 6층 시청각실
- 5층 제2 열람실(일반인)
- 4층 문화강연실, 동아리학습장
- 3층 문헌정보실
- 2층 디지털정보실, 연속간행물실, 도서정리실, 사무실
- 1층 안내실, 어린이자료실
- 지하1층 전기·기계실, 주차장

## 이용 안내
이용 시간
- 열람실: 08:00 ∼ 24:00(첫째, 셋째 토요일 08:00-18:00 단축운영)
- 문헌정보실 09:00 ∼ 22:00(월~금) / 09:00 ∼ 18:00(주말, 공휴일)
- 어린이자료실: 09:00~18:00
- 디지털자료실, 연속간행물실: 09:00 ∼ 22:00(월~금) / 09:00 ∼ 18:00(주말, 공휴일)

휴관일
- 정기휴관일: 추석 당일, 설 당일
- 임시휴관일: 특별한 사유로 평생교육원장이 지정하는 날